# Cuteberto
Cuteberto (em inglês: Cuthbert) (c. 634 – 20 de março de 687) ou São Cuteberto foi um monge, bispo e eremita associado aos monastérios de Melrose e Lindisfarne no Reino da Nortúmbria no Nordeste da Inglaterra. Depois de sua morte, ele se tornou um dos mais importantes santos medievais do norte da Inglaterra, sendo considerado o santo patrono da região e sua festa litúrgica é celebrada em 20 de março.
Cresceu próximo a Abadia de Melrose, uma casa-filha de Lindisfarne, hoje na Escócia. Ele decidiu se tornar monge após uma visão numa noite em 651 da morte de Santo Edano, o fundador de Lindisfarne, mas primeiro precisou passar alguns anos em serviços militares. Ele alcançou rápido o posto de mestre-de-visitas (guest-master, em inglês, ou seja, o responsável, no mosteiro, pelos cuidados da hospedagem e dos visitantes) no monastério de Ripon, pouco depois de 655, mas teve que voltar com Eata a Melrose quando Vilfrido recebeu o comando do monastério. Por volta de 662 foi nomeado prior de Melrose e em 665 prior de Lindisfarne. Em 684 foi nomeado bispo de Lindisfarne mas no final de 686 renunciou e voltou a vida de isolamento como eremita quando ele sentiu que estava prestes a morrer, embora ele provavelmente estivesse por volta dos 50 anos.

## Vida

### Origens
Cuteberto nasceu em 634 no que hoje é conhecido como as Fronteiras Escocesas, alguns anos depois da conversão ao cristianismo do Rei Eduíno em 627, cuja religião aos poucos também foi adotado pelo resto de seu povo. Eduíno foi batizado por Paulino de Iorque, um italiano que veio junto com a missão gregoriana de Roma, porém o seu sucessor Osvaldo da Nortúmbria convidou monges irlandeses de Iona para fundar o monastério de Lindisfarne, onde Cuteberto passou grande parte da vida.
As tensões entre as tradições celtas e as romanas, frequentemente exacerbadas pelo Santo Vilfrido, um defensor intransigente dos ritos romanos foram uma das principais características da vida de Cuteberto. O próprio Cuteberto, embora educado seguindo as tradições celtas, seguiu seu mentor Eata aceitando o modo romano após o Concílio de Whitby em 664. As biografias recentes se concentram nos diversos milagres que seguiram seus primeiros anos de vida, mas ele era evidentemente um pregador incansável, que viajava por todo o reino divulgando o Cristinanismo e também era capaz de causar uma boa impressão entre a realeza e a nobreza. Ao contrário de Vilfrido, tinha um estilo de vida austero e mesmo após decidir viver como eremita continuou recebendo vários visitantes.
Durante uma noite na sua infância Cuteberto teve uma visão de Edano sendo conduzido ao céu por anjos, pouco depois chegou a notícia de que Edano falecera naquela noite. O historiador Edwin Burton sugere que os pais de Cuteberto eram pessoas humildes, uma vez que quando menino ele costumava cuidar das ovelhas perto do monastério de Melrose. Sua história menciona que ele chegou a prestar serviços militares, mas em algum momento decidiu entrar para o Monastério de Melrose, sob o priorado de Boisil. Após a morte de Boisil em 661, Cuteberto o sucedeu como prior do monastério. São Cuteberto era possivelmente primo de segundo grau do Rei Aldfrite da Northumbria (de acordo com a genealogia irlandesa), o que pode explicar a razão de propor que Aldfrite fosse coroado rei.

### Carreira

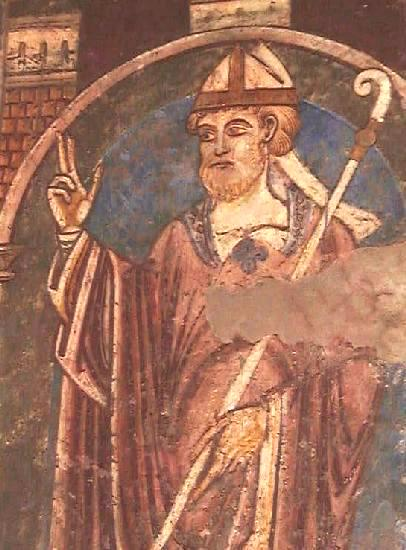
Pintura de São Cuteberto feita no século XII na Catedral de Durham

A fama de piedoso, diligente e obediente de Cuteberto cresceu rapidamente. Quando Alcfrido, rei de Deira, fundou um novo monastério em Ripon, Cuteberto tornou-se seu praepositus hospitum ou mestre-de-visitas (guest-master) de Eata. Quando o monastério foi dado a Vilfrido, Eata and Cuteberto voltaram para Melrose. Uma enfermidade se abateu sob o monastério em 664 e quando o prior morreu, Cuteberto assumiu a posição.
Depois do Concílio de Whitby, Cuteberto começou a adotar os costumes romanos e seu antigo prior Eata, convidou a introduzí-los em Lindisfarne como prior do local. Seu asceticismo era complementado pela sua generosidade com os pobres e a reputação do seu dom de cura e da visão atrairam muitas pessoas para se consultar com ele, ganhando a alcunha de "Wonder Worker of Britain". Ele continuou seu trabalho missionário viajando pelo país desde Berwickshire até Galloway realizando seu trabalho pastoral, chegando a fundar uma pequena capela em Dull na Escócia, com uma grande cruz de pedra e uma pequena cela para seu uso, o local foi transformado em um monastério e mais tarde na Universidade de St Andrews. Também lhe é atribuída a fundação da Igreja Paroquial de São Cuthbert em Edimburgo.

### Vida como eremita

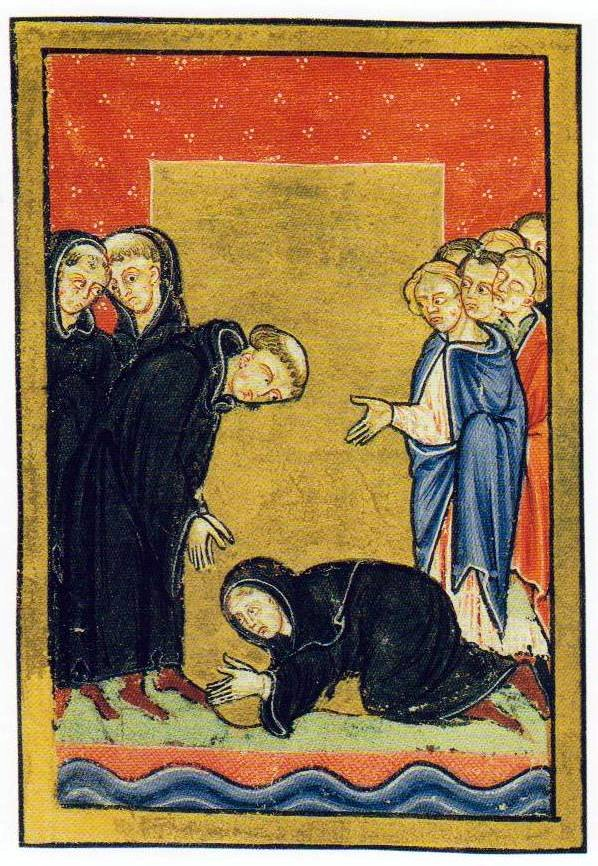
Cuteberto encontra Elfleda de Whitby na Ilha Coquet, século XII

Cuteberto aposentou-se em 676, movido pelo desejo de ter uma vida de contemplação. Com a permissão de seu abade ele se mudou para um lugar que o Arcebispo Eyre chamou de Ilha de São Cuteberto próximo a Lindisfarne, porém Raine acha que ficava perto de Holburn, num lugar conhecido como Caverna de São Cuteberto. Pouco tempo depois se mudou para a Ilha Farne Interior na costa da Nortúmbria onde se forçou a ter uma vida de austeridade. No início ele recebia visitantes, porém mais tarde se confinou em uma cela onde apenas abria uma janela para dar sua bênção. Recebeu a visita da abadessa Elfleda, filha de Osvio da Nortúmbria, que sucedeu Santa Hilda como abadessa de Whitby em 680. O encontro aconteceu na ilha de Coquet.

### Eleição ao bispado de Lindisfarne
Em 684, Cuteberto foi eleito Bispo de Hexham, no Concílio de Twyford mas ele estava relutante em deixar seu retiro para assumir o cargo, somente após uma visita de uma comitiva, que incluía o Rei Egfrido que ele concordou em assumir as responsabilidades do bispado, porém com a condição de que ele fosse indicado para Bispo de Lindisfarne, trocando com Eata, que iria para Hexham. Ele foi consagrado em Iorque pelo Arcebispo Teodoro e seis bispos em 26 de março de 685. Entretanto, após o Natal ele voltou a sua cela na Ilha Farne (duas milhas de Bamburgo, Northumberland), onde faleceu em 20 de março de 687.

## Legado
Diversos milagres foram atribuídos a Cuteberto após sua morte, inclusive Alfredo, o Grande Rei de Wessex foi inspirado e encorajado em sua luta contra os dinamarqueses através de um sonho que teve com Cuteberto. Desde então a Casa de Wessex, que vieram a se tornar os reis da Inglaterra, construíram um local para o culto a Cuteberto, que também serviu como uma mensagem política, tendo em vista que eles eram de lados geograficamente opostos no reino. Cuteberto foi "uma figura de conciliação e um ponto de convergência para a reforma da identidade da Nortúmbria e da Inglaterra após a absorção da população dinamarquesa na sociedade anglo-saxã. Ele foi descrito como "talvez sendo o mais famoso santo do priorado da Inglaterra até a morte de Thomas Becket em 1170." Em 698 Cuteberto foi exumado e sepultado novamente em Lindisfarne em um caixão de carvalho decorado conhecido como Caixão de São Cuteberto. O santuário de Cuteberto na Catedral de Durham foi um importante local de peregrinação durante a Idade Média, até que foi desapropriada por comissários de Henrique VIII na Dissolução dos Mosteiros.
Durante o período medieval, São Cuteberto tornou-se politicamente importante na definição da identidade das pessoas que moravam na região semi-autônoma conhecida como Liberty de Durham, que se tornou depois o Condado Palatino de Durham. Dentro desta área o Bispo de Durham]] tinha tanto poder quanto o rei da Inglaterra e o santo se tornou um símbolo poderoso da autonomia da região. Os habitantes ficaram conhecidos como haliwerfolc, que pode ser traduzido como "povo do santo" e Cuteberto ganhou a reputação de protetor feroz de seus domínios. Por exemplo, existe uma estória de que a Batalha da cruz de Neville em 1346 o prior da Abadia de Durham teve uma visão de Cuteberto ordenando que ele pegasse o manto corporax do santo e o erguesse no campo de batalha como uma bandeira. Com isso, o prior e seus monges estariam protegidos "pela meditação de São Cuteberto e pela presença da relíquia."